# Conus ximenes
Conus ximenes is een in zee levende slakkensoort uit het geslacht Conus. De slak behoort tot de familie Conidae. Conus ximenes werd in 1839 beschreven door Gray. Net zoals alle soorten binnen het geslacht Conus zijn deze slakken roofzuchtig en giftig. Zij bezitten een harpoenachtige structuur waarmee ze hun prooi kunnen steken en verlammen.